# Homeboy
Homeboy (no Brasil: Chance de Vencer; em Portugal: Derradeiro Combate) é um filme americano de 1988, um drama dirigido por Michael Seresin.
O filme foi lançado em DVD em 1 de Setembro de 2009.

## Resumo
Johnny Walker (Mickey Rourke), cowboy à beira do fim da carreira, tenta agora a sorte nos ringues como lutador de boxe amador.
Suas lutas não chegam a empolgar mas chamam a atenção do malandro Wesley Pendergross (Christopher Walken) que se afeiçoa a Walker e planeja usá-lo em um lucrativo golpe.
Walker, por sua vez, só tem olhos para o ringue e para Ruby (Debra Feuer), por quem está apaixonado. Mas um soco bem dado poderá fazer seus sonhos ruírem.

## Elenco
- Mickey Rourke (Johnny Walker)
- Christopher Walken (Wesley Pendergass)
- Debra Feuer (Ruby)
- Thomas Quinn (Lou)
- Kevin Conway (Grazziano)
- Antony Alda (Ray)
- Jon Polito (Moe Fingers)
- Bill Slayton (Bill)
- David Albert (Taylor Cannonball)
- Joseph Ragno (Treinador)
- Matthew Lewis (Cotten)
- Willy DeVille (Guarda)
- Rubén Blades (Doutor)
- Sam Gray Barber
- Dondre Whitfield (Billy Harrison)